# Salvador Cabrera
Salvador Cabrera Aguirre (Ciudad de México, México, 21 de agosto de 1973) es un exfutbolista Mexicano. Jugaba de defensa central y su último equipo fue el Club Necaxa en la Primera División de México.

## Trayectoria
Inició su carrera en las fuerzas básicas del Necaxa debutó en 1994 con los Rayos y desde entonces se estableció como una pieza clave. Es un defensa central durísimo, de carácter fuerte y marca temible, no tiene ningún miramiento si hay que ir a pegar una patada, en el Verano 99, vivía sus mejores momentos como jugador.
Fue parte del equipo que ganó el bicampeonato en 1995 y 1996; disputó la final del invierno 96 y ganó el título en el invierno 98, marcando gol en la final del Invierno 98 que coronó a los rayos, en el Verano 2001 fue al Atlante como una de las exigencias de Manolo para salvar a los Potros. Regresó a Rayos en el Verano 2002 y ahí permaneció hasta que en el Apertura 2003 fue vendido al Puebla donde tampoco logró brillar como antes cuando lo hacía en Necaxa, incluso probó suerte en el Pachuca Juniors; Regresó con los hidrorayos, con 31 años, Y Raúl Arias volvió a hacerlo funcionar como zaguero central.
Anotó para Necaxa en el partido del mundial de clubes de 2000 contra el South Melbourne FC
Actualmente se desempeña como Director Técnico del Club Unión FC equipo de la Liga de tercera división profesional.

## Estadísticas

### Clubes
La siguiente tabla detalla los encuentros disputados y los goles marcados en los clubes en los que ha militado.
| C. Necaxa · México |               |               |     |    |    |    |    |     |     |    |
| 1.ª | 1994-95       | 4             | 0   | 1  | 0  | -  | -  | 5   | 0   |    |
| 1.ª | 1995-96       | 5             | 0   | 2  | 0  | 2  | 0  | 9   | 0   |    |
| 1.ª | 1997-98       | 31            | 0   | -  | -  | -  | -  | 31  | 0   |    |
| 1.ª | 1998-99       | 36            | 3   | 1  | 0  | 6  | 0  | 43  | 3   |    |
| 1.ª | 1999-00       | 31            | 2   | -  | -  | 8  | 1  | 39  | 3   |    |
| 1.ª | 2000-01       | 15            | 1   | -  | -  | 6  | 0  | 21  | 1   |    |
| 1.ª | 2001-02       | 24            | 0   | -  | -  | -  | -  | 24  | 0   |    |
| 1.ª | 2002-03       | 36            | 2   | -  | -  | 6  | 0  | 42  | 2   |    |
| 1.ª | 2004-05       | 14            | 0   | 3  | 0  | -  | -  | 17  | 0   |    |
| 1.ª | 2005-06       | 30            | 0   | 3  | 0  | -  | -  | 33  | 0   |    |
| 1.ª | 2006-07       | 15            | 0   | 3  | 0  | 1  | 0  | 19  | 0   |    |
| 1.ª | 2007-08       | 0             | 0   | -  | -  | -  | -  | 0   | 0   |    |
| Total club | Total club    | 241           | 8   | 13 | 0  | 29 | 1  | 283 | 9   |    |
| Irapuato F.C. · México |               |               |     |    |    |    |    |     |     |    |
| 2.ª | 1996-97       | 28            | 3   | 8  | 1  | -  | -  | 36  | 4   |    |
| Total club | Total club    | 28            | 3   | 8  | 1  | -  | -  | 36  | 4   |    |
| Atlante F.C. · México |               |               |     |    |    |    |    |     |     |    |
| 1.ª | 2000-01       | 17            | 2   | 23 | 0  | -  | -  | 19  | 2   |    |
| 1.ª | 2001-02       | 19            | 0   | -  | -  | -  | -  | 19  | 0   |    |
| Total club | Total club    | 36            | 2   | 2  | 0  | -  | -  | 38  | 2   |    |
| Puebla F.C. · México |               |               |     |    |    |    |    |     |     |    |
| 1.ª | 2003-04       | 31            | 2   | -  | -  | -  | -  | 31  | 2   |    |
| Total club | Total club    | 31            | 2   | -  | -  | -  | -  | 31  | 2   |    |
| Pachuca Jrs. · México |               |               |     |    |    |    |    |     |     |    |
| 2.ª | 2004-05       | 18            | 1   | -  | -  | -  | -  | 18  | 1   |    |
| Total club | Total club    | 18            | 1   | -  | -  | -  | -  | 18  | 1   |    |
| Dorados de Sinaloa · México |               |               |     |    |    |    |    |     |     |    |
| 2.ª | 2007-08       | 3             | 0   | -  | -  | -  | -  | 3   | 0   |    |
| Total club | Total club    | 3             | 0   | -  | -  | -  | -  | 3   | 0   |    |
| Total carrera | Total carrera | Total carrera | 357 | 16 | 23 | 1  | 30 | 1   | 410 | 18 |
| (1)Incluye datos de la Copa México, Pre Pre Libertadores (1998) e InterLiga (2005, 2006 y 2007). (2)Incluye datos de la Copa Campeones CONCACAF (1996, 1999 y 2003), Recopa CONCACAF (1994), Pre Libertadores (1999), Mundial de Clubes (2000), Copa Merconorte (2000) y Copa Libertadores (2007). |               |               |     |    |    |    |    |     |     |    |

3 Incluye la serie promocional para aumentar de 18 a 19 el número de clubes de la Primera División de cara a la temporada 2001/02.

## Selección nacional
Su gran nivel le ha permitido ser llamado a la Selección Nacional, sobre todo con Manuel Lapuente Participó en la Copa América 1999, Copa de Oro 2000.

### Participaciones en fases finales
| Competición            | Categoría | Sede           | Resultado        | Partidos |
| ---------------------- | --------- | -------------- | ---------------- | -------- |
| Copa Carlsberg 1999    | Absoluta  | Hong Kong      | Tercer lugar     | 2        |
| Copa USA 1999          | Absoluta  | Estados Unidos | Campeón          | 1        |
| Copa Corea 1999        | Absoluta  | Corea del Sur  | Tercer lugar     | 1        |
| Copa América 1999      | Absoluta  | Paraguay       | Tercer lugar     | 0        |
| Copa Oro CONCACAF 2000 | Absoluta  | Estados Unidos | Cuartos de final | 2        |

### Partidos internacionales
| # | Fecha                 | Rival             | Sede            | Estadio                       | Resultado | Competición            |
| - | --------------------- | ----------------- | --------------- | ----------------------------- | --------- | ---------------------- |
| 1 | 10 de febrero de 1999 | Argentina         | East Rutherford | Giants Stadium                | 0 - 1     | Amistoso               |
| 2 | 16 de febrero de 1999 | Hong Kong         | Hong Kong       | Giants Stadium                | 0 - 0     | Copa Carlsberg 1999    |
| 3 | 19 de febrero de 1999 | Egipto            | Hong Kong       | Giants Stadium                | 3 - 0     | Copa Carlsberg 1999    |
| 4 | 11 de marzo de 1999   | Bolivia           | Los Ángeles     | Los Angeles Memorial Coliseum | 2 - 1     | Copa USA 1999          |
| 5 | 28 de abril de 1999   | Paraguay          | Asunción        | Estadio Defensores del Chaco  | 0 - 2     | Amistoso               |
| 6 | 9 de junio de 1999    | Argentina         | Dallas          | Cotton Bowl                   | 2 - 2     | Amistoso               |
| 7 | 12 de junio de 1999   | Corea del Sur     | Seúl            | Estadio Olímpico de Seúl      | 1 - 1     | Copa Corea             |
| 8 | 13 de febrero de 2000 | Trinidad y Tobago | San Diego       | Qualcomm Stadium              | 4 - 0     | Copa Oro CONCACAF 2000 |
| 9 | 20 de febrero de 2000 | Canadá            | San Diego       | Qualcomm Stadium              | 1 - 2     | Copa Oro CONCACAF 2000 |

## Palmarés

### Campeonatos nacionales
| Título               | Club        | País           | Año     |
| -------------------- | ----------- | -------------- | ------- |
| Copa México          | I.D. Necaxa | México         | 1994-95 |
| Primera División     | I.D. Necaxa | México         | 1994-95 |
| Campeón de Campeones | I.D. Necaxa | México         | 1994-95 |
| Primera División     | I.D. Necaxa | México         | 1995-96 |
| Primera División     | I.D. Necaxa | México         | 1998    |
| InterLiga            | I.D. Necaxa | Estados Unidos | 2007    |

### Copas internacionales
| Título                  | Club        | País           | Año  |
| ----------------------- | ----------- | -------------- | ---- |
| Recopa de la CONCACAF   | I.D. Necaxa | Estados Unidos | 1994 |
| Copa Campeones CONCACAF | I.D. Necaxa | Estados Unidos | 1999 |